# 張緒倫
張緒倫（？—？），字彝叙，號觀海，山東青州府安丘縣人，明朝政治人物。

## 生平
天啓元年（1621年）辛酉科舉人，崇禎四年（1631年）成辛未科進士 ，除大名府推官，虽然职责是在治理监狱，但知道国家方急流寇，故所至一意惩办贼寇。六年癸酉（1633年）憂，流寇逼近畿辅，有守卫順德的功劳，同年秋受命典试湖广乡试，经过柏乡，贼寇大至，当時柏乡县令無人，城池不能保全，有人建议從小路逃跑，张绪伦说：都是国家土地，奈何放弃。召集士民拒守三日三夜，贼寇知難以撼动，遂解围退去。代理府事，创置戍卒八百人，親自训练，耗费达五千两，都自己筹办，没有挪用一分公钱。摄理開州，提前歼灭两个流寇的内应，以治理卓异上聞，崇祯十二年擢升湖广道監察御史。不久奉命巡鹾两淮。当时度支告匮，都在請求增加课税，张公以其不利商业，一概奏请罢免。淮安每年灾荒，张公捐出六千余金，煮粥赈济，以病乞歸，卒于家。

## 家族
曾祖张澄，武安县主簿。祖张守蒙，諸生。父张民感（1528年-1587年），字尔孚，别号霖海，贈文林郎大名府推官。兄张嗣伦，萬曆壬子舉人；张继伦，天啓丁卯貢生。從兄張書紳。

## 引用
- 施閏章《前赠文林郎直隶大名府推官霖海张公墓志铭》

1. ↑  《崇祯四年辛未科进士三代履历》：张绪伦，观海，書四房，壬寅九月十八日生。安丘人，辛酉二十八，会二百三十七，三甲二十二名。刑部政，授大名府推官，己卯考选，授湖广道御史巡视東城，巡视城工，两淮巡盐。曾祖澄。祖守蒙。父民咸。
2. ↑  《青州府志》：张绪伦字彛叙，安邱人。崇祯辛未进士，授大名推官，行部过柏乡，柏乡缺令，流冦突至，绪伦代为坚守三日，城赖以全。摄开州，计擒巨盗。授御史，视鹾两淮。其时度支告匮，抚臣中官皆请增课，绪伦力争乃止。淮适嵗祲，捐六千馀金赈救之，以疾归卒。